# Cantó de Monthòrt
El cantó de Monthòrt és un cantó francès del departament de les Landes, a la regió de la Nova Aquitània. Està inclòs en el districte de Dacs, té 21 municipis i el cap cantonal és Monthòrt.

## Municipis
- Cassen
- Clarmont
- Gamarde
- Garrei
- Gibret
- Gòs
- Gossa
- Hins
- Loèr
- Lòrquen
- Monthòrt
- Nossa
- Onard
- Osort
- Poiana
- Poiartin
- Preishac
- Sent Jors d'Auribat
- Sent Joan de Lièr
- Sòrt
- Vic d'Auribat

## Història
| Data d'elecció                           | Identitat                 | Partit | Qualitat |
| ---------------------------------------- | ------------------------- | ------ | -------- |
| 1976-1982                                | Marcel Sintas             | PCF    |          |
| 1982-1994                                | Guy Gaujacq               | PS     |          |
| 1994-1996                                | Alain Rivière             | RPR    |          |
| 1996-                                    | Marie-Élisabeth Servières | PS     |          |
| les dades anteriors no són pas conegudes |                           |        |          |
|                                          |                           |        |          |

## Demografia
| 1962  | 1968  | 1975  | 1982  | 1990  | 1999  | 2006   |
| ----- | ----- | ----- | ----- | ----- | ----- | ------ |
| 8.298 | 8.622 | 8.261 | 8.518 | 9.015 | 9.266 | 10.251 |